# 擅長逃跑的殿下漫畫章節列表
擅長逃跑的殿下漫畫章節列表列出日本漫畫《擅長逃跑的殿下》每一話的標題以及刊載期號。相關翻譯使用台灣東立出版社提供的官方譯名。

## 單行本已收錄
- 「卷彩」表示有卷頭彩頁（巻頭カラー）
- 「中彩」表示有中央彩頁（センターカラー）

| 1. 滅亡1333（，Metsubō 1333）（《週刊少年Jump》2021年8號）卷彩 2. 鬼抓人1333（，Onigokko 1333）（2021年9號）中彩 3. 報仇1333（，Adauchi 1333）（2021年10號） 4. 諏訪1333（，Suwa 1333）（2021年11號） | 1. 狩獵1333（，Shuryō 1333）（2021年12號） 2. 郎黨1333（，Rōtō 1333）（2021年13號） 3. 弓術1333（，Kyūjutsu 1333）（2021年14號） |

| 1. 犬追物1333（，Inuōmono 1333）（2021年15號） 2. 小笠原1333（，Ogasawara 1333）（2021年16號） 3. 一邊逃跑1333（，Nigenagara 1333）（2021年17號）中彩 4. 闊少爺1333（，Bocchan 1333）（2021年18號） 5. 潛入1333（，Sen'nyū 1333）（2021年19號） | 1. 好耳力1333（，Jigokumimi 1333）（2021年20號）中彩 2. 指令1333（，Komando 1333）（2021年21·22合併號） 3. 尊氏1333（）（2021年23號）卷彩 4. 擔心1334（，Shinpai 1334）（2021年24號） |

| 1. 教育1334（，Kyōiku 1334）（2021年25號） 2. 惡黨1334（，Akutō 1334）（2021年26號） 3. 防衛戰1334（，Bōei-sen 1334）（2021年27號） 4. 佛祖1334（，Butsu 1334）（2021年28號）中彩 5. 出血1334（，Shukketsu 1334）（2021年29號） | 1. 佛陀1334（，Mihotoke 1334）（2021年30號） 2. 臣服1334（，Shinjū 1334）（2021年31號）中彩 3. 不可思議1334（，Fukashigi 1334）（2021年32號） 4. 神力1334（，Shinriki 1334）（2021年33·34合併號） |

| 1. 國司1334（）（2021年35號） 2. 渴求死亡1334（，Shinitagari 1334）（2021年36·37合併號） 3. 發酒瘋1334（，Waruyoi 1334）（2021年38號） 4. 將領1334（，Shō 1334）（2021年39號）卷彩 5. 騎馬戰1334（，Kibasen 1334）（2021年40號） | 1. 渴求生存1334（，Ikitagari 1334）（2021年41號） 2. 生魚片1334（）（2021年42號） 3. 新世代1334（，Jenerēshon 1334）（2021年43號） 4. 禮儀1334（，Reigi 1334）（2021年44號） |

| 1. 問答1334（，Mondō 1334）（2021年45號） 2. 女中豪傑1334（，Joketsu 1334）（2021年46號） 3. 改革1334（，Kaikaku 1334）（2021年47號） 4. 信濃動亂1335（，Shinano Dōran 1335）（2021年48號） 5. 鷹1335（，Taka 1335）（2021年49號） | 1. 三大將1335（，San Taishō 1335）（2021年50號） 2. 蒙面1335（，Fukumen 1335）（2021年52號） 3. 神轎1335（）（2022年1號） 4. 軍略1335（，Gunryaku 1335）（2022年2號） |

| 1. 牽絆1335（，Tsunagari 1335）（2023年3·4合併號） 2. 扭曲表情1335（，Kaogei 1335）（2023年5·6合併號） 3. 頭髮1335（，Kami 1335）（2022年7號） 4. 臉1335（，Kao 1335）（2022年8號） 5. 京都1335（，Kyō 1335）（2022年9號）卷彩 | 1. 厲害1335（，Sugomi 1335）（2022年10號） 2. 大都市1335（，Daitokai 1335）（2022年11號） 3. 雙六1335（）（2022年12號） 4. 婆娑羅1335（）（2022年13號） |

| 1. 黑心1335（，Haraguro 1335）（2022年14號） 2. 掃描器1335（，Sukyanā 1335）（2022年15號） 3. 楠木1335（，Kusunoki 1335）（2022年16號） 4. 暗殺1335（，Ansatsu 1335）（2022年17號）中彩 5. 尊氏1335（，Takauji 1335）（2022年18號） | 1. 歸來1335（，Kikan 1335）（2022年19號） 2. 選擇1335（，Sentaku 1335）（2022年1號） 3. 惡黨1335（，Akutō 1335）（2022年21·22合併號） 4. 中先代1335（，Nakasendai 1335）（2022年23號） |

| 1. 鎧甲1335（，Yoroi 1335）（2022年24號） 2. 御柱1335（，Onbashira 1335）（2022年25號） 3. 背對1335（，Senaka 1335）（2022年26號）中彩 4. 決戰1335（，Honsen 1335）（2022年27號） 5. 神1335（，Kami 1335）（2022年28號） | 1. 影子1335（，Kage 1335）（2022年29號） 2. 戰車1335（，Sensha 1335）（2022年30號） 3. 破魔1335（，Hama 1335）（2022年31號） 4. 自報名號1335（，Nanori 1335）（2022年32號）中彩 |

| 1. 貞宗1335（，Sadamune 1335）（2022年33號） 2. 出信濃1335（，Shutsu Shinano 1335）（2022年34號） 3. 庇番1335（，Hisashiban 1335）（2022年36·37合併號） 4. 澀川1335（，Shibukawa 1335）（2022年38號）中彩 5. 女影原1335（，Onakagehara 1335）（2022年39號） | 1. 單挑1335（，Ikkiuchi 1335）（2022年40號） 2. 正義1335（，Seigi 1335）（2022年41號） 3. 武器1335（，Buki 1335）（2022年42號） 4. 雑亂1335（，Zatsu 1335）（2022年43號） |

| 1. 理想1335（，Risō 1335）（2022年44號） 2. 武士道1335（，Bushidō 1335）（2022年45號） 3. 弧次郎1335（，Kojirō 1335）（2022年46號） 4. 認得1335（，Ninshiki 1335）（2022年47號） 5. 小手指原1335（，Kotesashigahara 1335）（2022年48號） | 1. 會戰1335（，Kaisen 1335）（2022年49號） 2. 疾馳1335（，Bakusō 1335）（2022年50號） 3. 對策1335（，Saku 1335）（2022年51號） 4. 大賽馬1335（，Dābī 1335）（2022年52號） |

| 1. 瑪瑙1335（，Menō 1335）（2023年1號） 2. 信賴1335（，Shinrai 1335）（2023年2號） 3. 直義1335（，Tadayoshi 1335）（2023年3號） 4. 挨罵了1335（，Okorareta 1335）（2023年4·5合併號） 5. 辯論1335（，Dibēto 1335）（2023年6·7合併號）中彩 | 1. 對話1335（，Kaiwa 1335）（2023年8號） 2. 樂趣1335（，Tanoshisa 1335）（2023年9號） 3. 拜託1335（，Tanomi 1335）（2023年10號） 4. 鎌倉1335（，Kamakura 1335）（2023年11號） |

| 1. 北条的和平1335（，Hōjō no Heiwa 1335）（2023年12號） 2. 鍛治1335（，Kaji 1335）（2023年13號） 3. 百人百相1335（，Hyaku Nin Hyaku Iro 1335）（2023年14號） 4. 征夷大將軍1335（，Seiitaishōgun 1335）（2023年15號） 5. 家人1335（，Kazoku 1335）（2023年16號）卷彩 | 1. 颱風1335（，Taifū 1335）（2023年17號） 2. 三浦1335（，Miura 1335）（2023年18號） 3. 天下人1335（，Tengabito 1335）（2023年19號） 4. 父子1335（，Fushi 1335）（2023年20號） |

| 1. 郎黨1335（，Rōtō 1335）（2023年21·22合併號） 2. 擅長逃跑1335（，Nige Jōzu 1335）（2023年23號）中彩 3. 傳承1335（，Uketsugu 1335）（2023年24號） 4. 歷史1335（，Rekishi 1335）（2023年25號） 5. 中場休息1336①（，Intāmisshon 1336 1）（2023年26號） | 1. 中場休息1336②（，Intāmisshon 1336 2）（2023年27號） 2. 中場休息1336③（，Intāmisshon 1336 3）（2023年28號） 3. 中場休息1336○終（，Intāmisshon 1336 tsui）（2023年29號） 4. 逃少黨1337（，Chōjatō 1337）（2023年30號）中彩 |

| 1. U.N.K.1337（）（2023年31號） 2. 鑑定1337（，Mikiwame 1337）（2023年32號） 3. 學生對決1337（，Gakusei Taiketsu 1337）（2023年33號） 4. 利根川1337（，Tonegawa 1337）（2023年34號） 5. 會面1337（，Kaoawase 1337）（2023年35號）中彩 | 1. 少年時代1337（，Shōnen Jidai 1337）（2023年36·37合併號） 2. 新招式1337（，Shinwaza 1337）（2023年38號） 3. 公家之戰1337（，Kuge no Ikusa 1337）（2023年39號） 4. 蠻攻1337（，Chikarazeme 1337）（2023年40號） |

| 1. 重逢1337（，Saikai 1337）（2023年41號）中彩 2. 絕技1337（，Zetsugi 1337）（2023年43號） 3. 未來1337（，Mirai 1337）（2023年44號） 4. 宿命1337（，Shukumei 1337）（2023年45號） 5. 斯波家長1337（，Shiba Ienaga 1337）（2023年46號） | 1. 鎌倉1337（，Kamakura 1337）（2023年47號） 2. 正宗1337（，Masamune 1337）（2023年48號） 3. 平分1337（，Yamawake 1337）（2023年49號）中彩 4. 戀愛1337（，Ren'ai 1337）（2023年50號） |

| 1. 出征者、離去者1338（，Sei ku Hito Saru Hito 1338）（2023年51號） 2. 軍糧1338（，Hyōrō 1338）（2023年52號） 3. 顯家1333～1338（，Akiie 1333〜1338）（2024年1號） 4. 抽籤1338（，Kuji 1338）（2024年2號） 5. 大將檢定1338（，Taishō Kentei 1338）（2024年3號） | 1. 大放異彩1338（，Bureiku 1338）（2024年4·5合併號） 2. 獨當一面1338（，Ichininmae 1338）（2024年6·7合併號） 3. 顯家軍1338（，Akiie-gun 1338）（2024年8號） 4. 錯亂1338（，Bagu 1338）（2024年9號）卷彩 |

| 1. 土岐賴遠1338（，Toki Yoritō 1338）（2024年10號） 2. 慶典1338（，Matsuri-goto 1338）（2024年11號） 3. 公武合體秋戰隊1338（，Kōbugatsutai Akirenjā 1338）（2024年12號） 4. 重逢1338（，Saikai 1338）（2024年13號） 5. 高師冬1338（，Kōno Morofuyu 1338）（2024年14號） | 1. 敬意1338（，Keii 1338）（2024年15號） 2. 褐色的記憶1338（，Chairoi Kioku 1338）（2024年16號） 3. 全金屬1338（，Furumetaru 1338）（2024年17號） 4. 般若坂1338（，Hannyazaka 1338）（2024年18號） |

| 1. 雫1338（，Shizuku 1338）（2024年19號） 2. 總管1338（，Shitsuji 1338）（2024年20號） 3. 頭角1338（，Tōkaku 1338）（2024年21號） 4. 文化1338（，Bunka 1338）（2024年22·23合併號） 5. 上奏1338（，Jōsō 1338）（2024年24號） | 1. 你來我往1338（，Ōshū 1338）（2024年26號） 2. 攻防1338（，Kōbō 1338）（2024年27號） 3. 沒事的1338（，Daijōbu 1338）（2024年28號） 4. 野心1338（，Yashin 1338）（2024年29號） |

| 1. 頑強1338（，Gankyō 1338）（2024年30號） 2. 假情報1338（，Kyohō 1338）（2024年31號）卷彩 3. 多工作業1338（，Maruchitasuku 1338）（2024年32號）中彩 4. 領導者1338（，Shitagaeru Mono 1338）（2024年33號） 5. 哭泣的青鬼1338（，Naita Aooni 1338）（2024年34號） | 1. 好運1338（，Kyōun 1338）（2024年35號） 2. 潰逃1338（，Kaisō 1338）（2024年36·37合併號） 3. 宿敵1338（，Shukuteki 1338）（2024年38號） 4. 百花繚亂1338（，Hyakkaryōran 1338）（2024年39號） |

| 1. 吉野1338（，Yoshino 1338）（2024年40號） 2. 望鄉1338（，Bōkyō 1338）（2024年41號） 3. ？1338（）（2024年42號）中彩 4. 風暴召喚者1338（，Sutōmu Buringā 1338）（2024年43號） 5. 神之戰1338（，Kami no Sen 1338）（2024年44號） | 1. 責任1338（，Sekinin 1338）（2024年45號） 2. 神代的終結1338（，Jindai no Owari 1338）（2024年46號） 3. 選擇1338（，Sentaku 1338）（2024年47號） 4. 去信濃。1338（，Shinano e. 1338）（2024年48號） |

| 1. 信濃1338〜1340（，Shinano 1338-1340）（2024年49號）卷彩 2. 守城1340（，Rōjō 1340）（2024年50號） 3. 馳援1340（，Ōen 1340）（2024年51號） 4. 光彩1340（，Irodori 1340）（2024年52號） 5. 衰老1340（，Oi 1340）（2025年1號） | 1. 酒1340（，Sake 1340）（2025年3號） 2. 孫臏1340（，Son Pin 1340）（2025年4·5合併號） 3. 小笠原貞宗1340（，Ogasawara Sadamune 1340）（2025年6·7合併號） 4. 中場休息1339〜1342（，Intāmisshon 1339〜1342）（2025年8號） |

## 單行本未收錄
1. 中場休息1343〜1345（Intāmisshon 1343〜1345）（2025年9號）卷彩
2. 中場休息1347〜1348（Intāmisshon 1347〜1348）（2025年10號）
3. 中場休息1349（Intāmisshon 1349）（2025年11號）
4. 中場休息1350（Intāmisshon 1350）（2025年12號）
5. 中場休息（關東）1338〜1350（Intāmisshon (Kantō) 1338〜1350）（2025年13號）
6. 野心的去向1351（Yashin no Yukusue 1351）（2025年14號）
7. 高 師冬1351（Kōno Morofuyu 1351）（2025年15號）
8. 師徒1351（Shitei 1351）（2025年16號）
9. 犧牲1351（Gisei 1351）（2025年17號）中彩
10. 出征、歸來1351（Yuki, Kaeru 1351）（2025年18號）
11. 逆襲1351（Gyakushū 1351）（2025年19號）
12. 劇變1351（Henbō 1351）（2025年20號）
13. 昨日之敵是今日之友1351（Kinō no Teki wa Kyō no Tomo 1351）（2025年21號）
14. 談判1351（Kōshō 1351）（2025年22·23合併號）
15. 血氣方剛的勇者1351（Kekkinoyū-sha 1351）（2025年24號）
16. 大混戰1351（Dai Ransen 1351）（2025年25號）
17. 回憶1351（Omoide 1351）（2025年26號）
18. 肅清1351（Pāji 1351）（2025年27號）
19. 忠告1351（Chūkoku 1351）（2025年28號）
20. 高峰1351（Pīku 1351）（2025年29號）
21. 命令1351（Komando 1351）（2025年30號）
22. 傳說1351（Densetsu 1351）（2025年31號）中彩
23. 暗鬥1351（Antō 1351）（2025年32號）
24. 告解1351（Kokuhaku 1351）（2025年33號）
25. 兄弟鬩牆1351（Kyōdai Kenka 1351）（2025年35號）
26. 一心同體1352（Isshin Dōtai 1352）（2025年36·37合併號）
27. 日本動揺1352（Nihon Dōyō 1352）（2025年38號）

## 備註
1. ↑  刊載於《寶島少年》時的譯名是「中先代之亂1335」。
2. ↑  刊載於《寶島少年》時的譯名是「草率1335」。
3. ↑  刊載於《寶島少年》時的譯名是「大賽馬1335」。